# Estructura de armazón integrada

Elementos de la EEI a fecha de julio de 2021

La estructura de armazón integrada forma la espina dorsal de la Estación Espacial Internacional (EEI), con soporte para carretas logísticas no presurizadas, radiadores, paneles solares, y otros equipamientos.
En los planes iniciales de la estación espacial Freedom, se usaron varios diseños para la celosía. Todos ellos hechos para ser embarcados como vigas donde serían ensambladas, y su equipamiento instalando por los astronautas en paseos espaciales, después de su lanzamiento. Después del rediseño de 1991, la NASA la hizo más corta, con piezas prefabricadas que fueran más fáciles de instalar.

## Componentes del armazón

### Armazón Z1

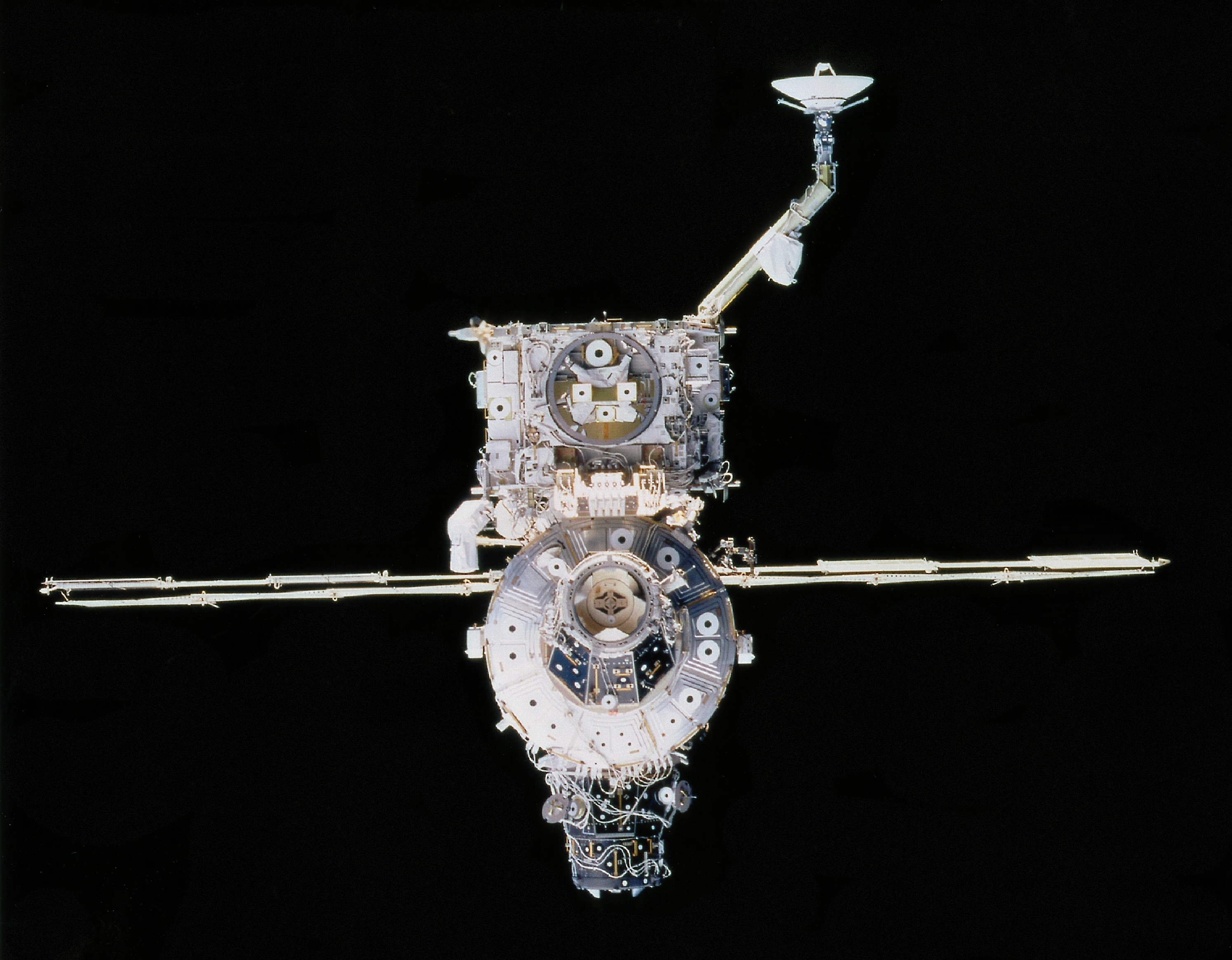
El armazón Z1 (arriba) y el módulo Unity (debajo) desde la STS-92 en octubre de 2000

La primera pieza del armazón, el armazón Z1, lanzado a bordo de la STS-92 en octubre de 2000 se usó como una posición de soporte temporal para el armazón P6 y el panel solar hasta su colocación al final del armazón P5 durante la STS-120. Aunque no era una parte del armazón principal, el armazón Z1 fue la primera estructura de la celosía permanente de la EEI, más como una viga, fijando la etapa para la futura extensión de los armazones principales o las espinas dorsales. Contiene el ensamblado del giroscopio de control de momento (CMG), la instalación eléctrica, el equipo de comunicaciones, y dos contactos de plasma diseñados para neutralizar la carga de electricidad estática de la estación espacial. No está presurizado, pero presenta dos puertos de atraque CBM(Common Berthing Mechanism) para facilitar la conductividad y las comunicaciones de datos. Un puerto se usa para conectar el armazón Z1 al puerto cenit del Unity. El otro puerto se usa para salvaguardar temporalmente el PMA-3. En octubre de 2007, se trasladó el P6 a su posición final cerca del P5, y ahora el armazón Z1 no se usa para conectar ningún otro elemento. Únicamente se usa para albergar los CMGs, el equipo de comunicaciones y los contactos de plasma.

### Armazón S0

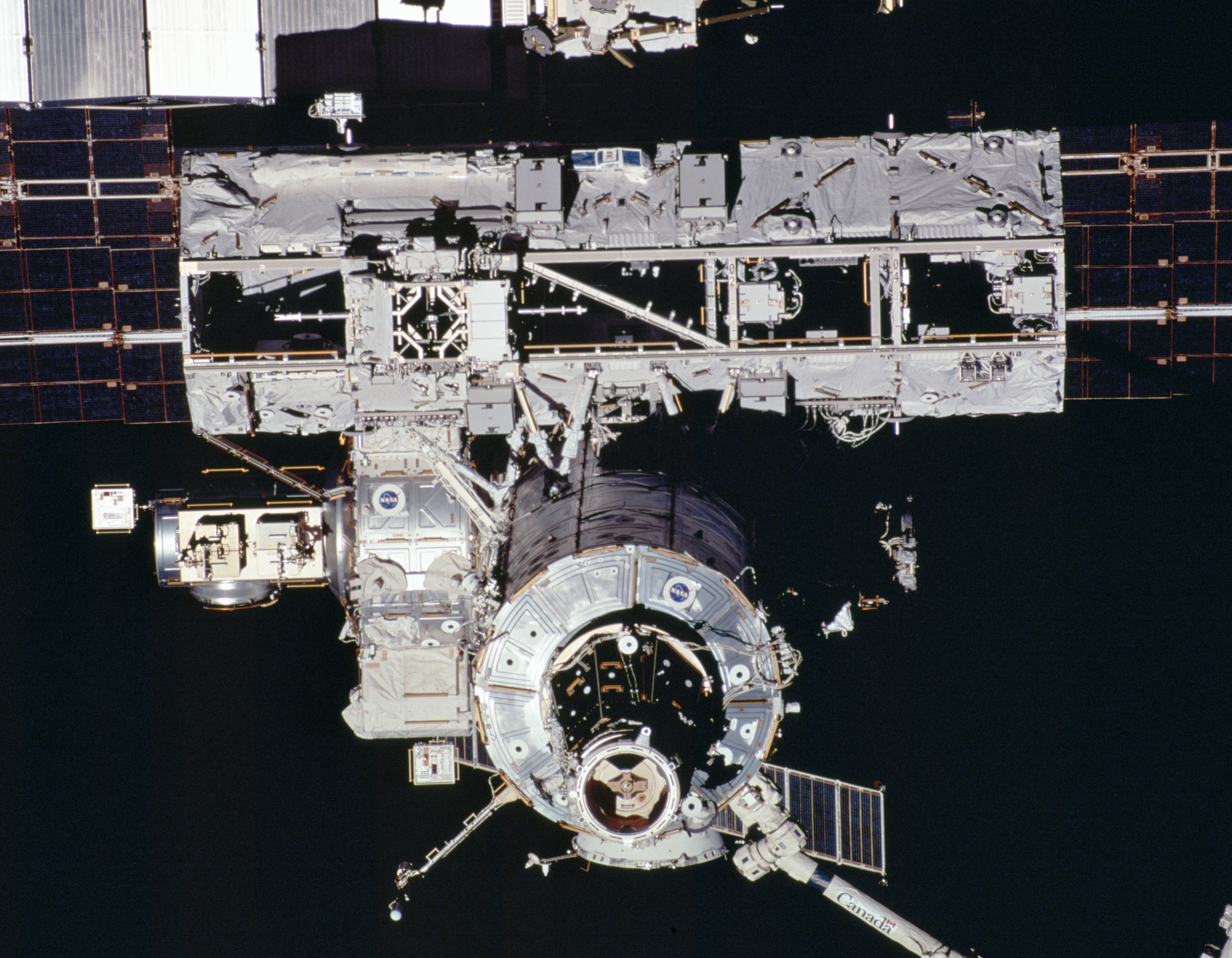
El armazón S0 (arriba) desde la STS-110 17 de abril de 2002

El armazón S0, (también llamado el Armazón central integrado de montaje de Estribor 0) forma la columna vertebral de la estación espacial. Fue añadido a lo alto del módulo laboratorio Destiny durante la STS-110 en abril de 2002. El S0 se usó para dirigir la energía hasta los módulos presurizados de la estación y a los conductos calientes lejos de los módulos a los armazones S1 y P1. El armazón S0 no está atracado a la EEI, sino que está conectado con cuatro puntales MTS(Module to Truss Structure), Módulo a Estructura del Armazón.

### Armazones P1, S1

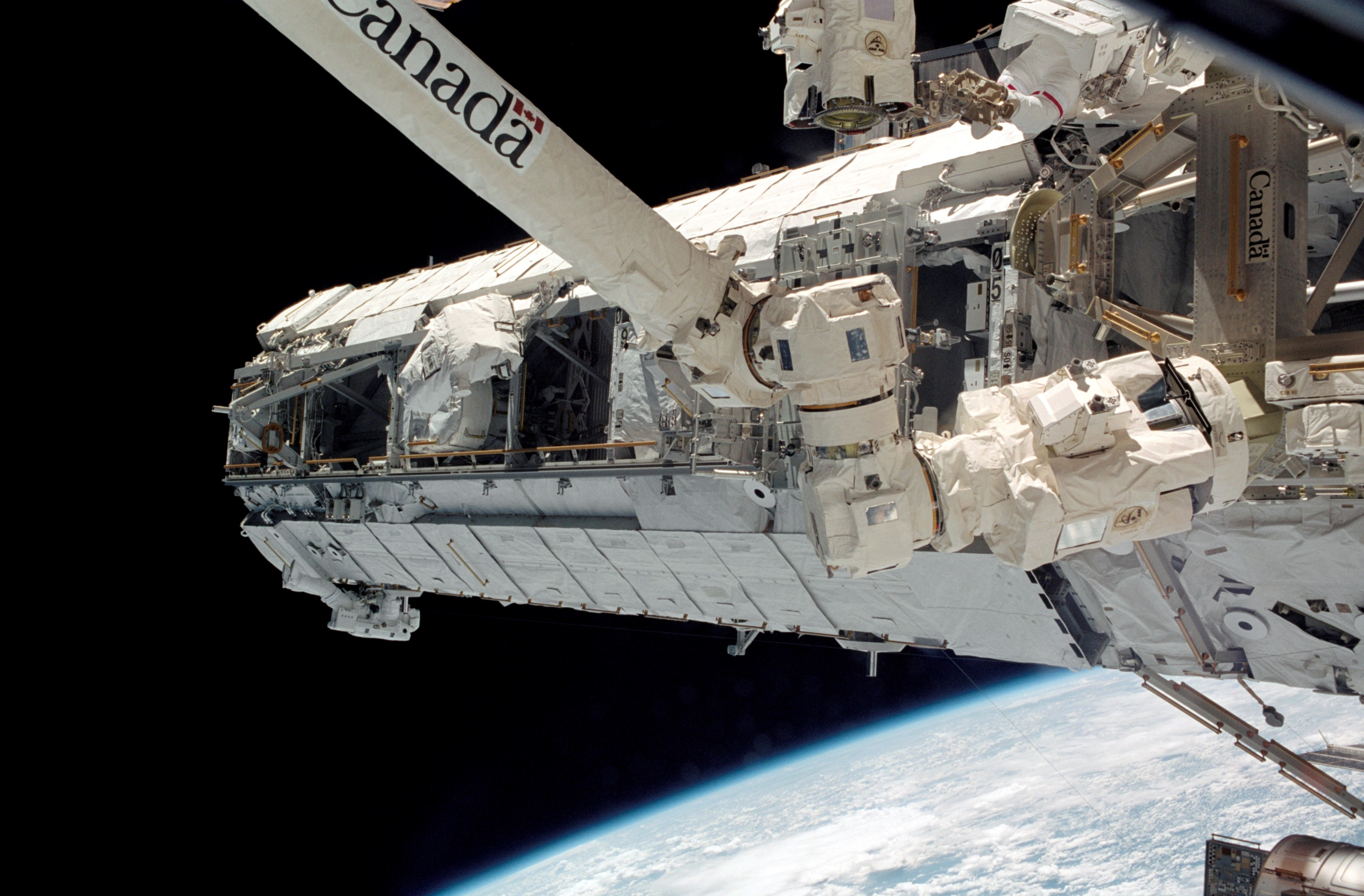
Armazón S1 de la EEI siendo instalado durante la STS-112 el 10 de octubre de 2002

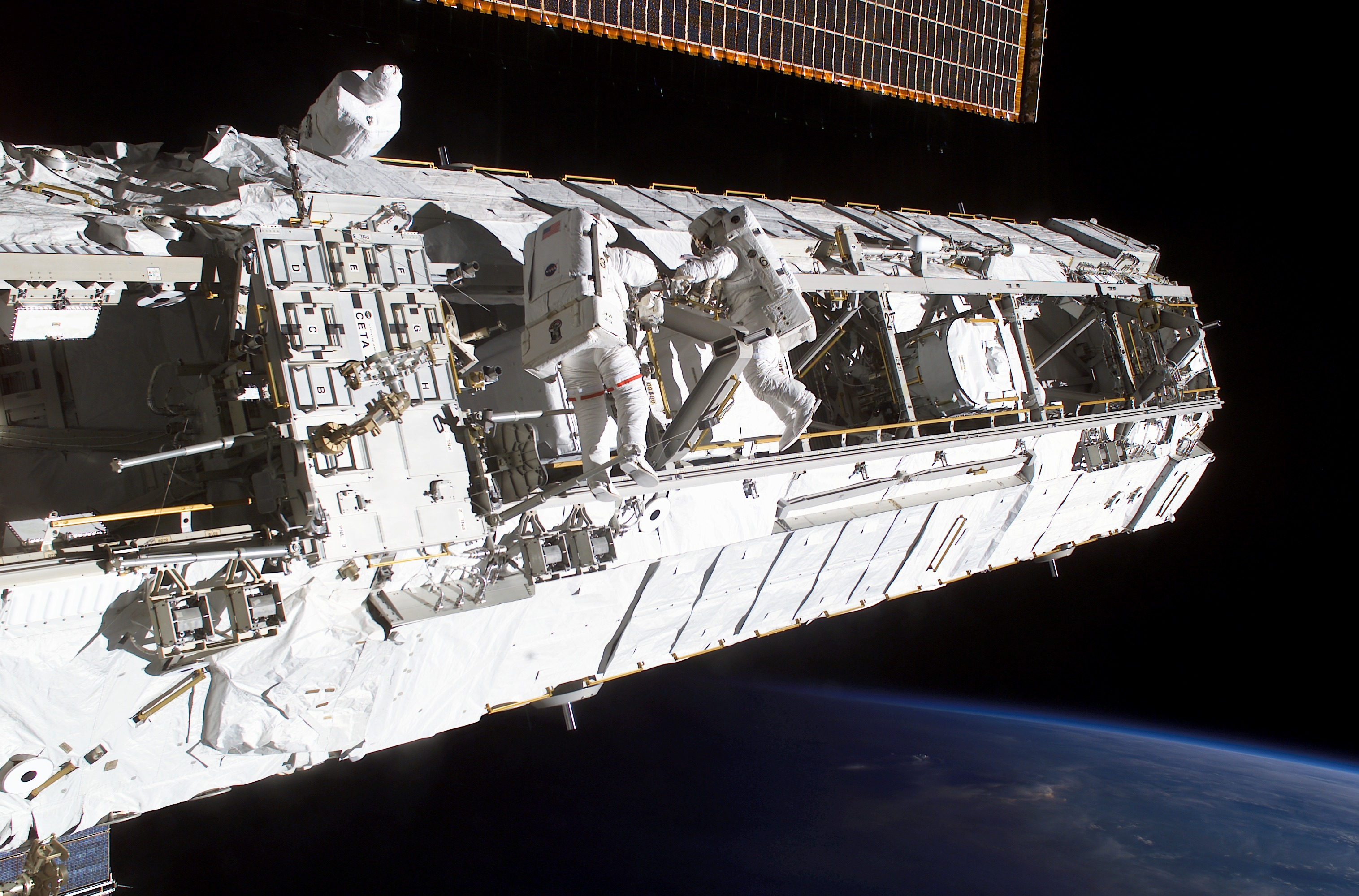
Armazón P1 de la EEI siendo instalado durante la STS-113 el 28 de noviembre de 2002

Los armazones P1 y S1 (también llamados los Armazones de Radiadores Termales de Babor y Estribor) están acoplados al armazón S0, y contienen pequeños vagones para transportar el Canadarm 2 y astronautas a sus lugares de trabajo a lo largo de la estación espacial. Cada uno hace fluir 290 kg (637 lb) de anhidro amónico a través de tres radiadores de reacción de calor. El armazón S1 fue lanzado con la STS-112 en octubre de 2002 y el armazón P1 fue lanzado con la STS-113 en noviembre de 2002. McDonnell Douglas (ahora Boeing) dirigió el diseño detallado, las pruebas y la construcción de las estructuras S1 y P1 en Huntington Beach, CA. En 1996 se fabricaron las primeras partes de la estructura, y en 1999 tuvo lugar la entrega del primer armazón.

### Armazones P2, S2
Los armazones P2 y S2 se diseñaron como lugares para los propulsores de cohetes según el diseño original de la estación espacial Freedom. Desde que la parte rusa de la estación también provee esa capacidad, nunca más fue necesario la capacidad de empuje del diseño de la estación espacial Freedom en esa posición. Así que se cancelaron los P2 y S2.

### Armazones P3/P4, S3/S4

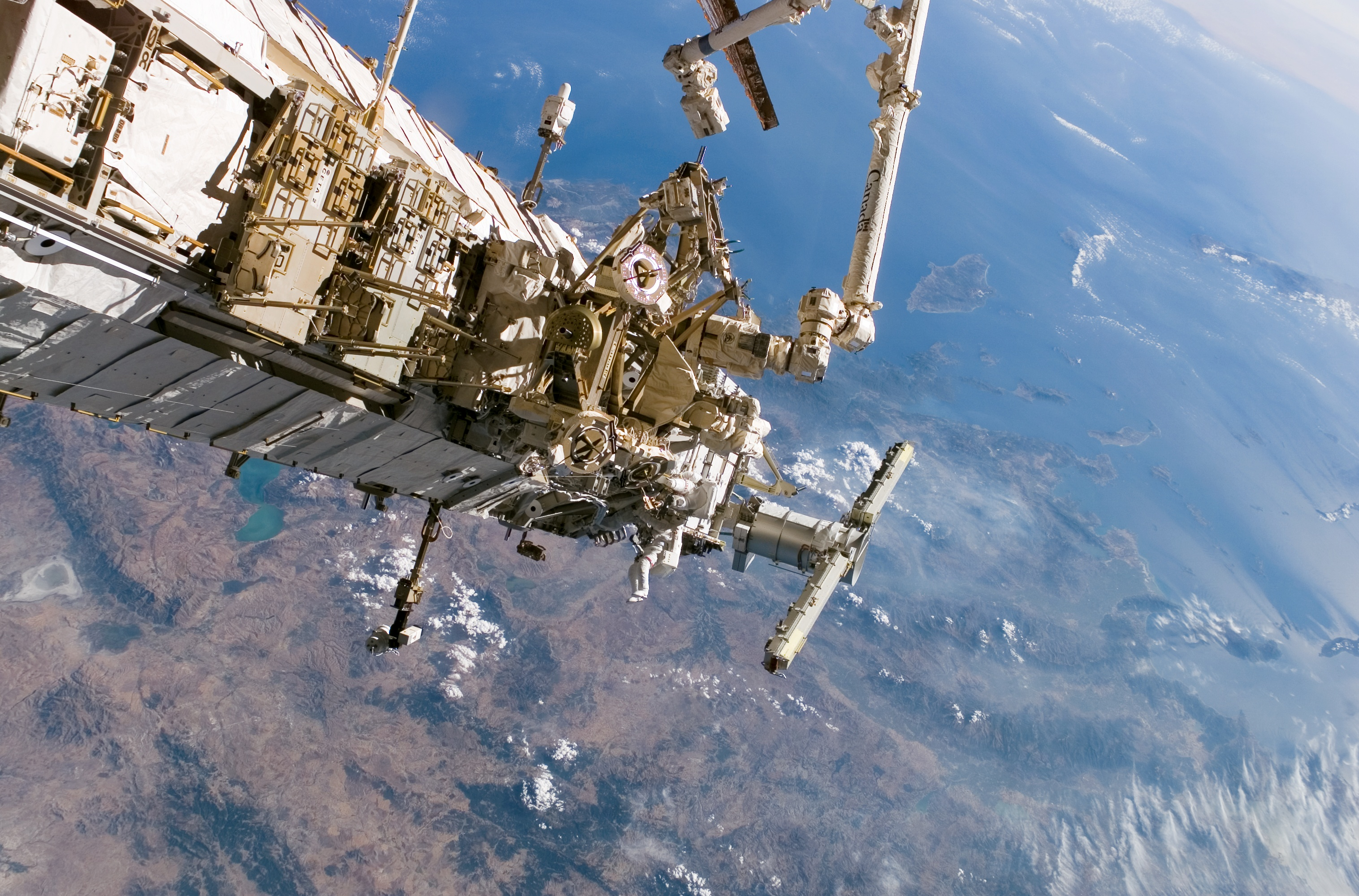
El Armazón ensamblado P3/P4 siendo instalado durante la STS-115 el 13 de septiembre de 2006. Los astronautas marcan la escala de la imagen.

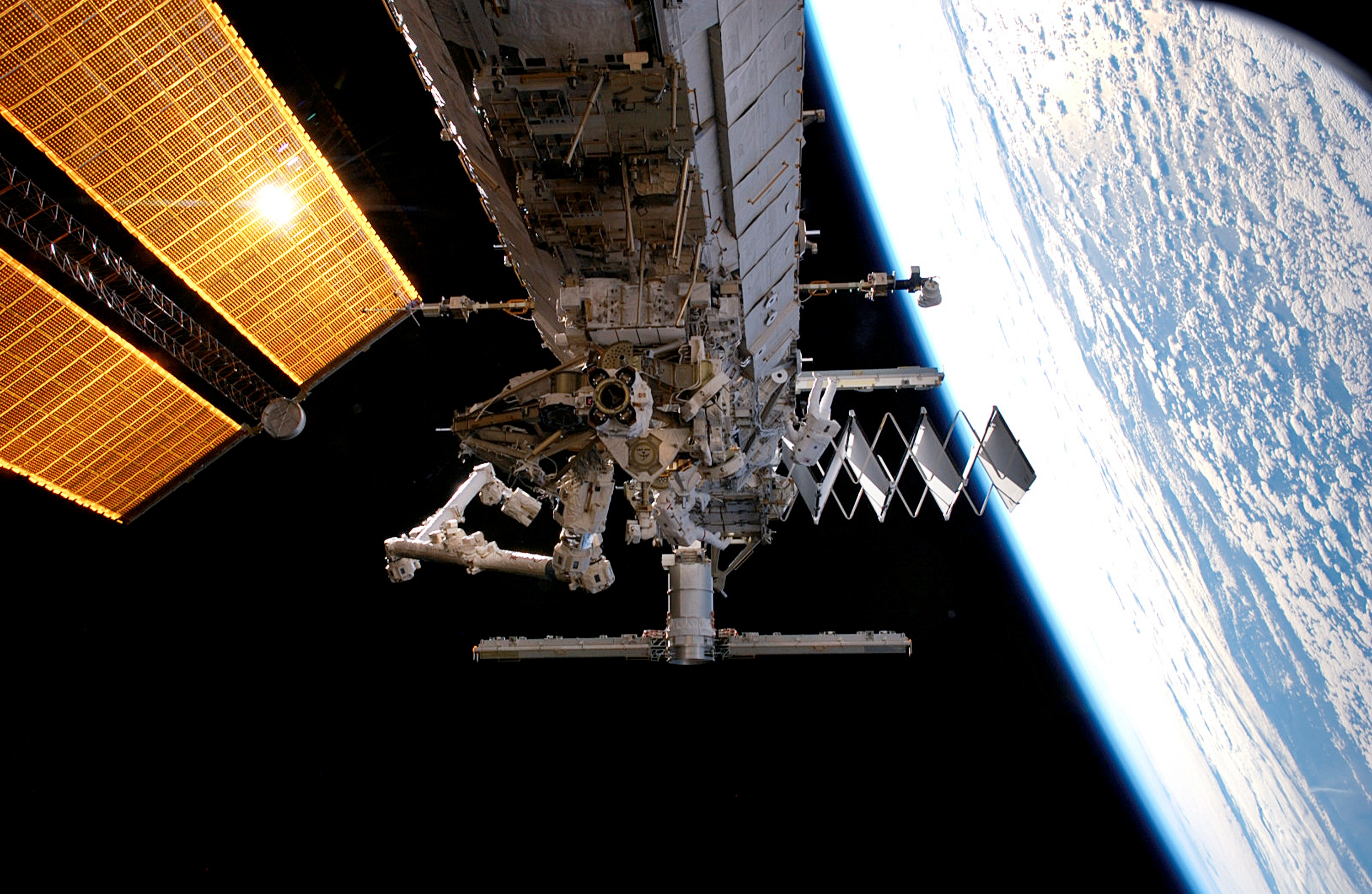
El recientemente instalado armazón ensamblado S3/S4 durante la primera EVA de la misión STS-117 el 11 de junio de 2007.

El armazón ensamblado P3/P4 fue instalado por la misión STS-115 del transbordador espacial Atlantis, lanzado el 9 de septiembre de 2006, adjuntando el segmento P1 a la estación. Los segmentos P3 y P4 juntos contenían un par de paneles solares, un radiador y un junta de rodadura que haría cambiar la dirección de los paneles solares, y conecta el P3 al P4. En su instalación, no había suministro de energía a lo largo de la junta de rodadura, así que la electricidad generada por las alas del panel solar P4 solo se usaban en el segmento P4, y no en el resto de la estación. Luego, en diciembre de 2006 una revisión a fondo de la instalación de la estación, llevado a cabo por la STS-116, redistribuyó esta energía a toda la red. El 11 de junio de 2007 se instaló el armazón ensamblado S3/S4 (una imagen gemela del P3/P4). Esta tarea fue realizada por el transbordador espacial Atlantis durante el vuelo STS-117(misión 13A) que lo montó al segmento del armazón S1.
Los subsistemas principales P3 y S3 incluyen el Sistema de Acople Segmento a Segmento (SSAS, Segment-to-Segment Attach System), la Junta de Rodadura Solar Alfa (SARJ, Solar Alpha Rotary Joint), y el Sistema de Acople del Carguero Despresurizado (UCCAS, Unpressurized Cargo Carrier Attach System). Las función primarias del segmento del armazón P3 son proveer interfaces mecánicas, eléctricas y de datos a las cargas adjuntas a las dos plataformas UCCAS. Así como el indexado axial para el rastreo solar, o la rotación de los paneles para seguir el Sol, vía las SARJ. También el movimiento y alojamiento del lugar de trabajo para el Transporte Móvil. 
La estructura principal P3/S3 está hecha de estructuras de aluminio con forma hexagonal e incluye cuatro mamparas y seis largueros. El armazón S3 además proporciona los lugares de anclaje de los EXPRESS Logistics Carrier, los primeros en ser lanzados e instalados durante el 2009. 
Los subsistemas principales de los Módulos Fotoeléctricos (PVM, Photovoltaic Modules) incluyen las dos Alas de Paneles Solares (SAW, Solar Array Wings), los Radiadores Fotoeléctricos (PVR, Photovoltaic Radiator), la Estructura de Interfaz de la Junta Alfa (AJIS, Alpha Joint Interface Structure), y el Sistema Modificado Rocketdyne de Acople del Armazón (MRTAS, Modified Rocketdyne Truss Attachment System), y el Cardán de Ensamblaje Beta (BGA, Beta Gimbal Assembly).

### Armazones P5, S5

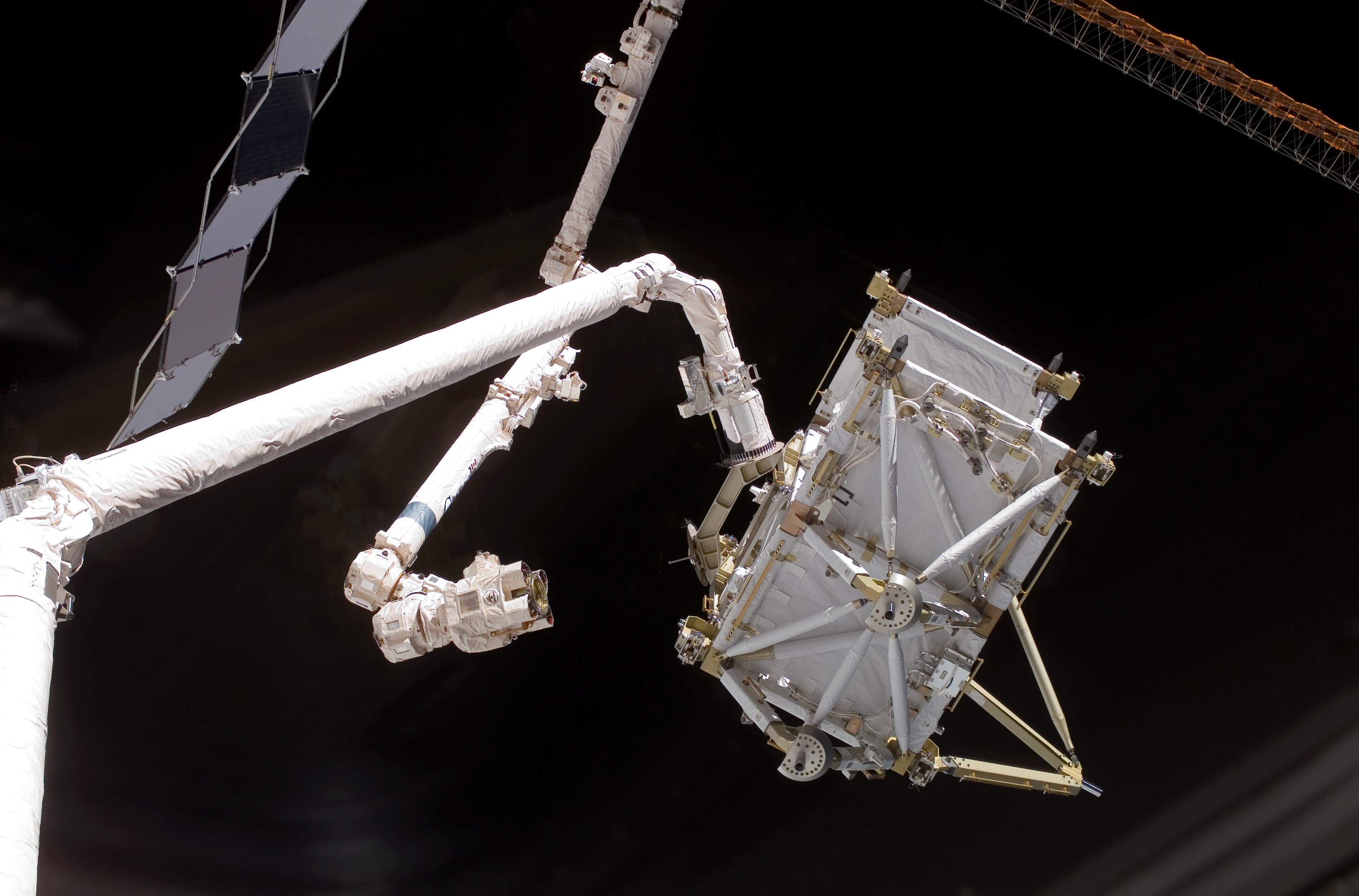
El brazo robótico Canadarm del transbordador espacial Discovery le pasa la sección del armazón P5 al Canadarm 2 de la Estación Espacial Internacional durante la misión del transbordador STS-116 en diciembre de 2006.

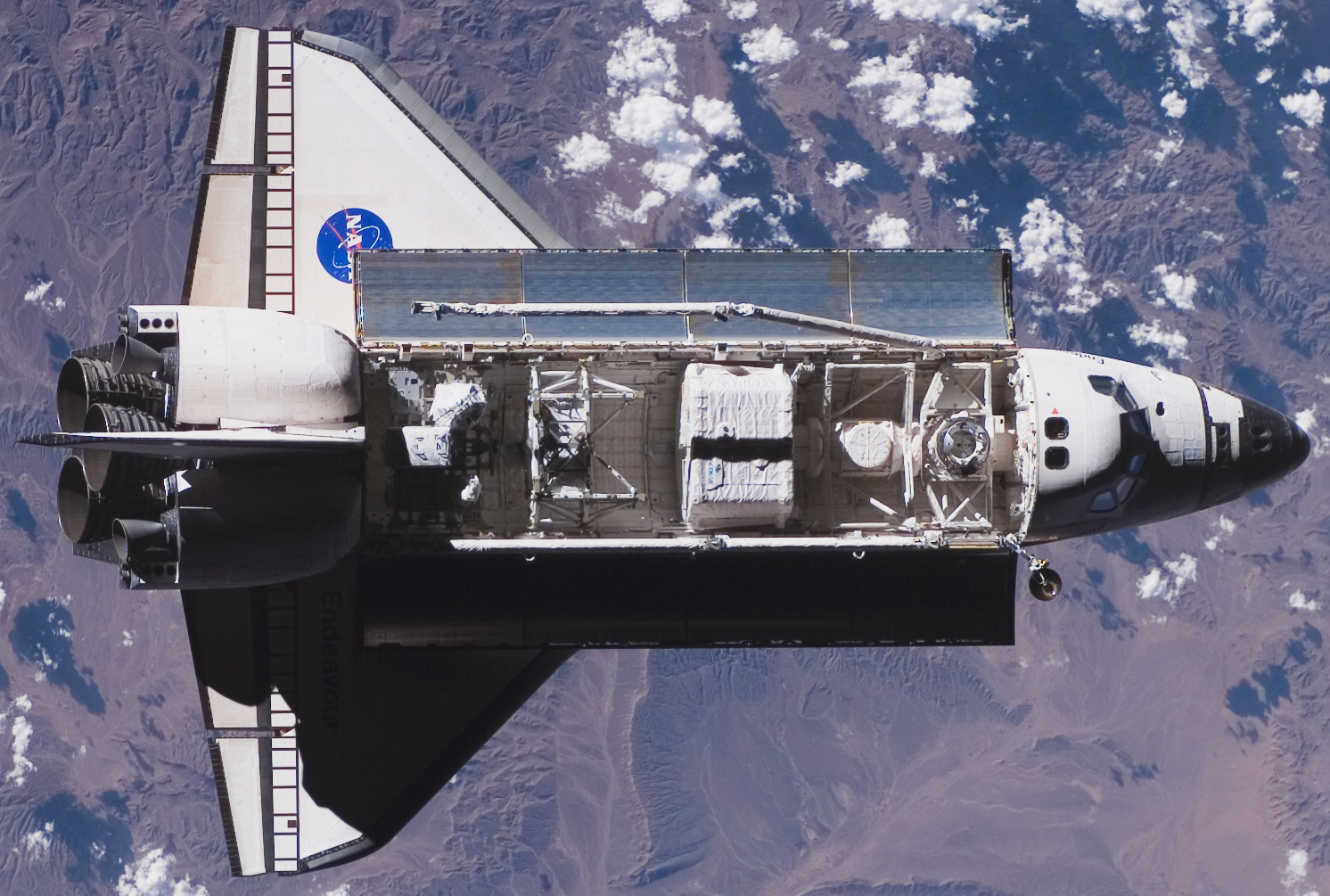
El transbordador espacial Endeavour se aproxima a la Estación Espacial Internacional durante la misión STS-118 con la sección del armazón S5 preparada para ser instalada.

Los armazones P5 y S5 son conectores sobre los que se apoyarán los armazones P6 y S6, respectivamente. La longitud de ensamblaje de los armazones P3/P4 y S3/S4 estaba limitada por la capacidad de la bahía de carga del transbordador espacial, así que se necesitan esos pequeños conectores para extender el armazón. El armazón P5 fue instalado el 12 de diciembre de 2006 durante el primer EVA de la misión del transbordador espacial STS-116. El armazón S5 fue llevado a órbita por la misión STS-118 e instalado el 11 de agosto de 2007.

### Armazones P6, S6
El armazón fue el segundo segmento en ser añadido, porque contenía una gran ala de panel solar (SAW,Solar Array Wing) que generaba la energía esencial para la estación, antes de la activación del SAW en el armazón P4. Inicialmente se montó sobre el armazón Z1 y tenía sus SAWs extendidos durante la misión STS-97, pero luego fue plegado a la mitad, para hacer sitio a los SAWs de los armazones P4 y S4, durante la STS-116 y la STS-117 respectivamente. La misión de transbordador STS-120 (misión de ensamblaje 10A) separó el armazón P6 del Z1, instalándolo en el armazón P5, desplegando sus paneles radiadores e intentando desplegar sus SAWs. Un SAW (el 2B) pudo ser desplegado satisfactoriamente pero el segundo SAW (el 4B) desarrolló un rasgón significante que detuvo temporalmente el despliegue cuando estaba a un 80% de ser completado. Posteriormente esto fue solventado y ahora el panel esta complemente desplegado. Una misión de ensamblaje posterior (la STS-119) montó el armazón S6 sobre el armazón S5 y suministró un cuarto y último conjunto de paneles y radiadores solares.

## Subsistemas del armazón

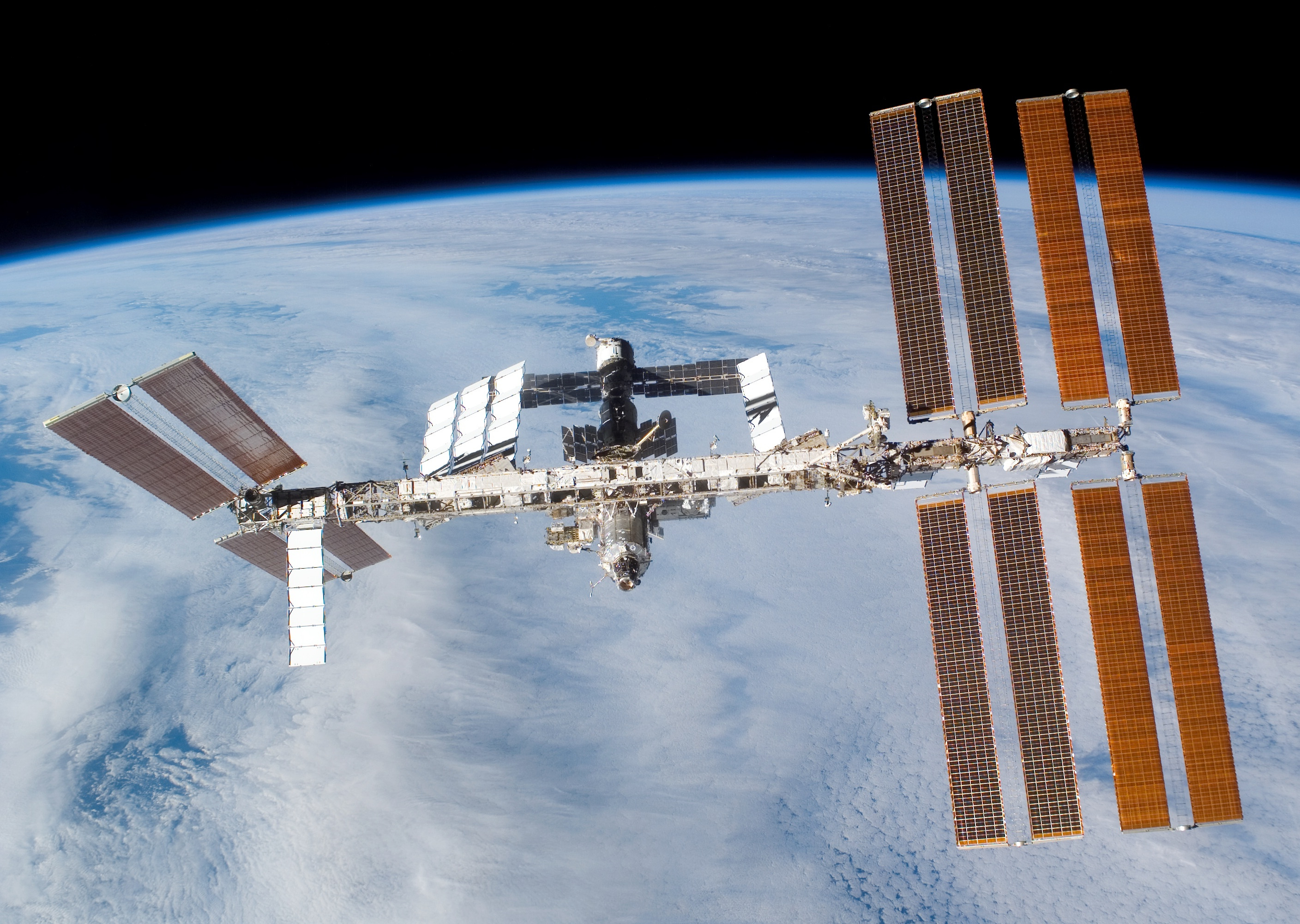
La Estación Espacial Internacional el 5 de noviembre de 2007 después de la colocación del ensamblaje de armazón P6 (al fondo a la derecha) por la misión STS-120

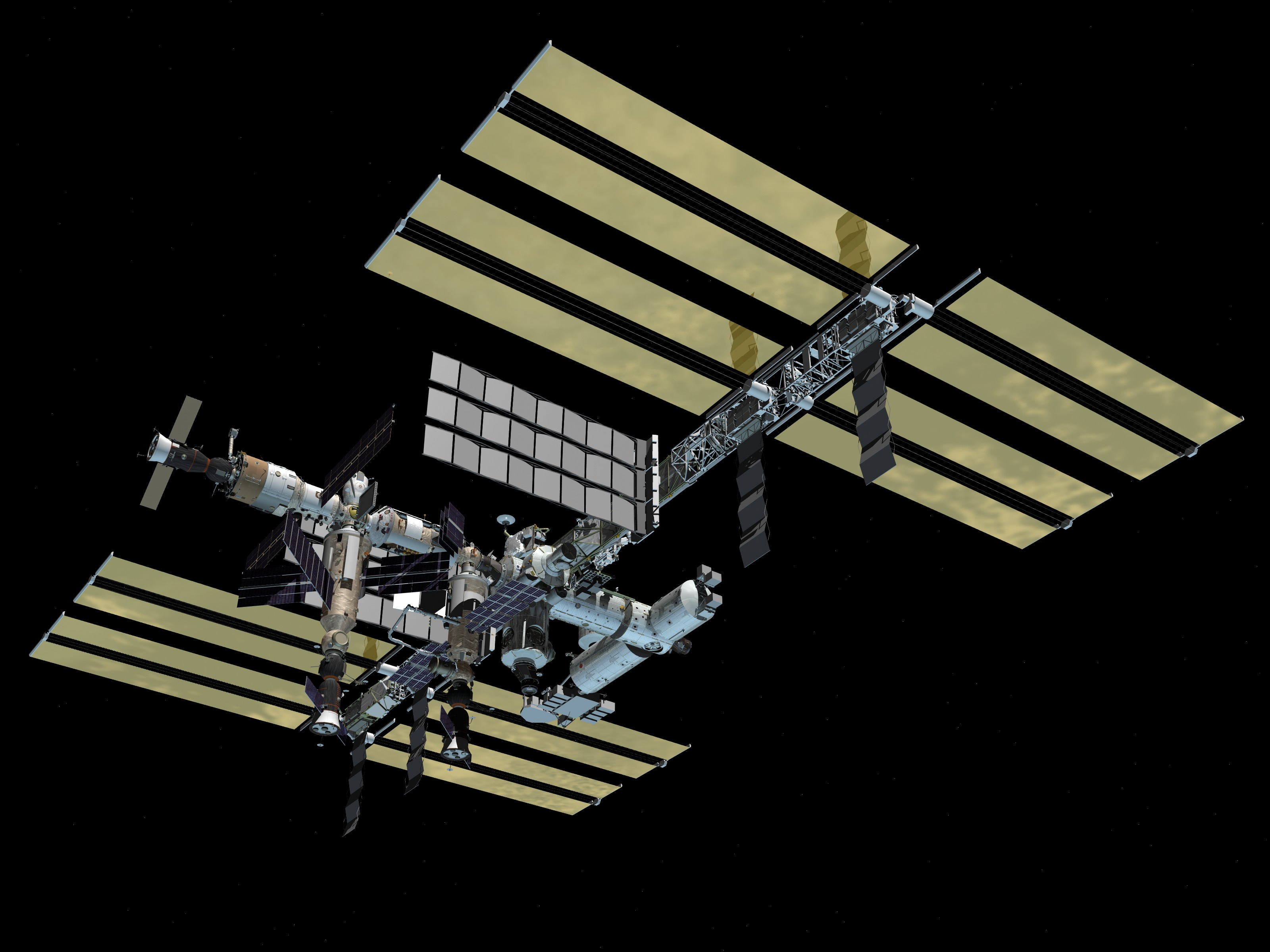
Modelo generado por ordenador de la estación una vez completa tal y como está planeada(a fecha de junio de 2006)

### Paneles solares
La fuente de energía principal de la Estación Espacial Internacional son los cuatro grandes paneles solares, fabricados en EE. UU., de la estación, en ocasiones referidas como las Alas del Panel Solar o SAW (Solar Array Wings). El primer par de paneles fueron agregados al segmento del armazón P6, que había sido lanzado e instalado sobre el Z1 a finales del 2000 durante la STS-97. El segmento P6 fue recolocado en su posición final, atornillado al segmento del armazón P5, en noviembre de 2007 durante la STS-120. El segundo par de paneles fue lanzado e instalado en septiembre de 2006 durante la STS-115, aunque no suministraron electricidad hasta la STS-116 en diciembre de 2006 cuando se renovó la instalación eléctrica de la estación. Durante la STS-117, en junio de 2007, se instaló un tercer par de paneles. En marzo de 2009 llegó el último par de paneles con la misión STS-119. La estación habría tenido disponible más potencia solar mediante la Science Power Platform de fabricación rusa, pero fue cancelada.
Cada una de las alas de los paneles solares tienen 34 m (112 ft) de longitud por 12 m (39 ft) de ancho, y son capaces de generar cerca de 32,8 kW de CC. Están divididas en dos capas fotoeléctricas, con el mástil de despliegue en medio. Cada capa tiene 16.400 células fotoeléctricas de silicio, agrupadas en 82 paneles activos. Cada uno consta de 200 células, y cada célula mide 8 cm² y tiene 4.100 diodos.

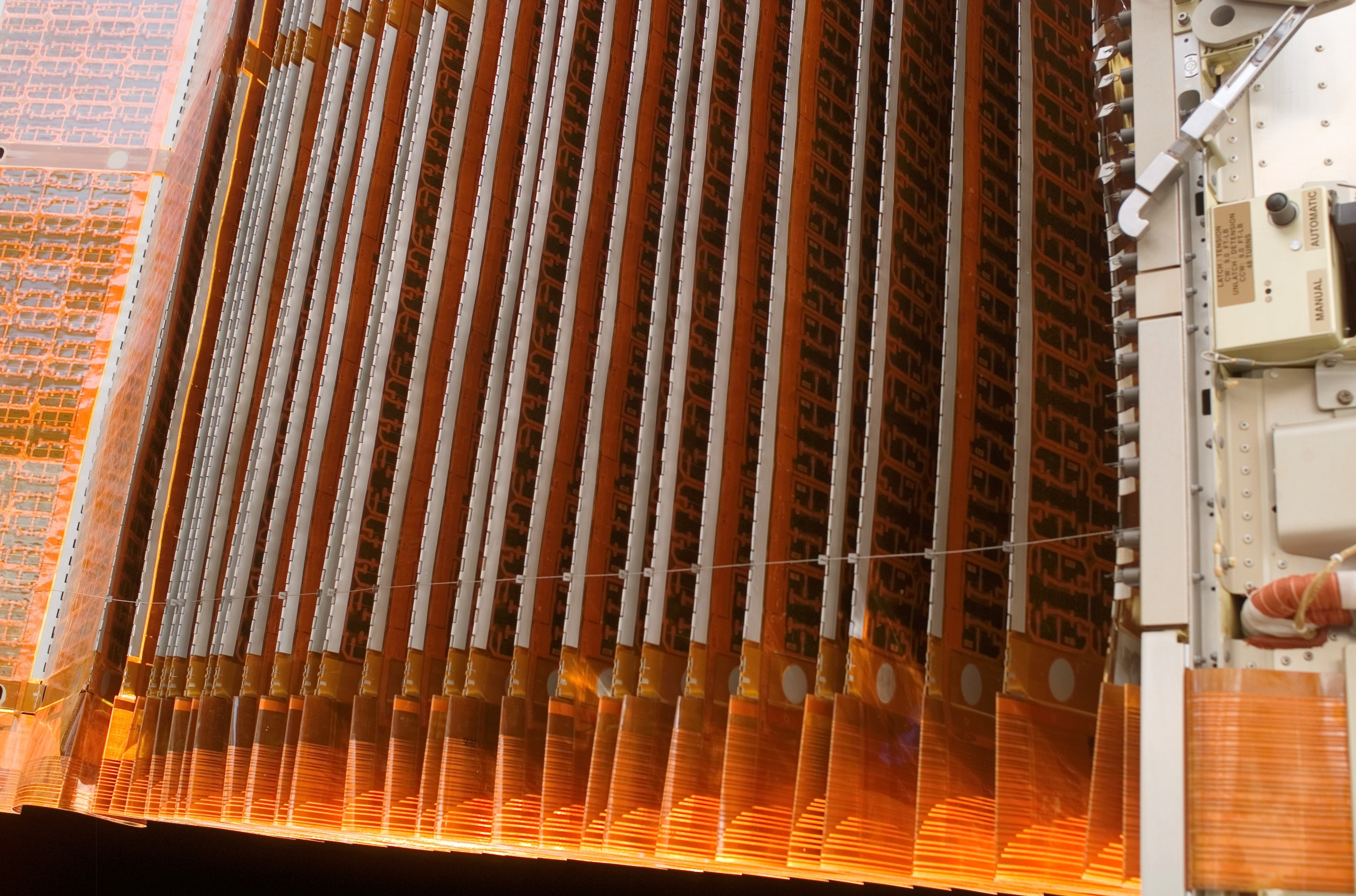
Vista en primer plano del panel solar plegado como un acordeón.

Cada par de capas queda plegado como un acordeón cuando es transportado al espacio. Una vez en órbita, el mástil de despliegue situado entre cada par de capas desenrolla el panel hasta que alcanza su longitud total. Los Gimbals, conocidos como los Beta Gimbal Assembly (BGA) se usan para rotar los paneles para que su cara apunte al Sol y así proporcionar la máxima potencia a la Estación Espacial.

### Junta de Rodadura Solar Alfa
La junta Alfa es la principal articulación que permite a los paneles solares seguir la luz del Sol; en operaciones normales la junta alfa rota 360° durante cada órbita (sin embargo, véase también Night Glider mode). Una Junta de Rodadura Solar Alfa (SARJ) está situada entre el los segmentos del armazón P3 y P4 y la otra está situada entre los segmentos de los armazones S3 y S4. Cuando se está desarrollando una operación, esas juntas rotan continuamente para mantener las alas del panel solar en los segmentos del armazón motorizados orientados hacia el Sol. Cada SARJ tiene 10 pies (3 m) de diámetro, pesa aproximadamente 2.500 libras (1,13 toneladas) y puede rotar continuamente usando bearing assemblies y un sistema de servomotores. Tanto en el lado de babor como el de estribor, toda la potencia viaja a través de la Utility Transfer Assembly (UTA) de la SARJ. El Roll ring assemblies permite la transmisión de datos y energía a lo largo de la interfaz de rotación de forma que nunca tiene que desenrollarse. Lockheed Martin y sus subcontratistas diseñaron, construyeron y probaron la SARJ.
En 2007, un problema se detectó en la SARJ de estribor. Los daños habían ocurrido debido al prematuro desgaste excesivo del mecanismo de la junta. La SARJ fue congelada durante el diagnóstico del problema, y en 2008 se aplicó lubricación a la pita para corregir el problema.

### Almacenamiento y restricciones de la energía
La unidad de derivación secuencial o SSU, del inglés Sequential Shunt Unit, regula la energía solar recolectada durante los periodo de insolación, cuando el Sol es visible desde la estación. Hay una secuencia de 82 hilos distinguibles, o líneas de abastecimiento de energía, que se dirigen desde los paneles solares hasta la unidad SSU. Derivando, o controlando, la salida de cada hilo se consigue regular la cantidad de energía transferida. Un ordenador local situado en el IEA(Integrated Equipment Assembly) controla el regulador de voltaje y normalmente está fijado a 140 voltios. La SSU tiene un sistema de protección contra subidas de voltaje superiores a los 200 VCC para todas las condiciones operativas. Esta potencia se lleva a través del BMRRM hasta el DCSU situado en el IEA. La SSU mide 32”(82 cm) por 20”(50 cm) por 12”(30 cm) y pesa 185 libras (84 kilogramos).
El sistema de almacenamiento de la energía consiste en una unidad BCDU (de baterías de carga y descarga) y dos pilas de ensamblaje de níquel e hidrógeno .
La BCDU tiene una doble función, por un lado carga las baterías durante los periodos de mayor intensidad solar y por otro provee la energía de las baterías a los buses de energía primarios (a través del DCSU) durante los periodos de eclipse. La BCDU tiene una capacidad de carga de 8,4 kW y una capacidad de descarga de 6,6 kW. Además, la BCDU incluye también suministro para la supervisión del estado de las baterías y protección frente a posibles fallos en los circuitos. El control de la unidad BCDU lo realiza el ordenador del IEA.
Cada batería consiste en 38 ligeras células de níquel e hidrógeno y el equipo eléctrico y mecánico asociado. Cada una tiene una capacidad reconocida de 81 Ah y 4 kWh. Esta energía alimenta a la EEI a través de la BCDU y el DCSU respectivamente. Las baterías están diseñadas para 6,5 años y pueden superar los 38.000 cilcos de carga y descarga con un 35% de intensidad de descarga. Cada batería mide 40”(1 m) by 36”(91 cm) by 18”(46 cm) y pesa 375 libras (170 kilogramos).

## Secuencia de ensamblaje del armazón y los paneles solares
- Todos los segmentos del armazón están en órbita

| Elemento                                | Vuelo           | Fecha del lanzamiento   | Longitud (m) | Diámetro (m) | Masa (kg) |
| --------------------------------------- | --------------- | ----------------------- | ------------ | ------------ | --------- |
| Armazón Z1                              | 3A – STS-92     | 11 de octubre de 2000   | 4,9          | 4,2          | 8.755     |
| Armazón P6 – panel solar                | 4A – STS-97     | 30 de noviembre de 2000 | 73,2         | 10,7         | 15.824    |
| Armazón S0                              | 8A – STS-110    | 8 de abril de 2002      | 13,4         | 4,6          | 13.971    |
| Armazón S1                              | 9A – STS-112    | 7 de octubre de 2002    | 13,7         | 4,6          | 14.124    |
| Armazón P1                              | 11A – STS-113   | 23 de noviembre de 2002 | 13,7         | 4,6          | 14.003    |
| Armazón P3/P4 – panel solar             | 12A – STS-115   | 9 de septiembre de 2006 | 13,8         | 4,8          | 15.824    |
| Armazón P5 - separador                  | 12A.1 – STS-116 | 9 de diciembre de 2006  | 3,37         | 4,55         | 1.864     |
| Armazón S3/S4 – panel solar             | 13A – STS-117   | 8 de junio de 2007      | 73,2         | 10,7         | 15.824    |
| Armazón S5 - separador                  | 13A.1 – STS-118 | 8 de agosto de 2007     | 3,37         | 4,55         | 1.818     |
| Armazón P6 – panel solar (recolocación) | 10A – STS-120   | 23 de octubre de 2007   | 73,2         | 10,7         | 15.824    |
| Armazón S6 – panel solar                | 15A – STS-119   | 15 de marzo de 2009     | 73,2         | 10,7         | 15.824    |